# Кубок Казахстана по футболу 2008

Команда «Актобе» с Кубком Казахстана по футболу 2008

Кубок Казахстана по футболу 2008 года — 17-й розыгрыш национального Кубка, в котором приняли участие 30 клубов.
Финальный матч состоялся 16 ноября 2008 года на Центральном стадионе города Алма-Ата.
Победителем Кубка стал ФК «Актобе», обыгравший в финале ФК «Алма-Ата».
Поскольку «Актобе» также стал чемпионом страны, «Алма-Ата» и «Мегаспорт» (Алма-Ата) прекратили своё существование, а «Кайсар» (Кызылорда), «Жетысу» (Талдыкорган) и «Шахтёр» (Караганда) не прошли лицензирование УЕФА, право участия в Лиге Европы перешло к «Окжетпесу» из Кокшетау.

## 1/16 финала
Жеребьёвка первых двух раундов прошла 14 марта 2008 года в офисе ФФК.
Участники соревнования были поделены на 3 корзины: в первой были клубы первой лиги, в третьей — первые 8 клубов по итогам прошлогоднего чемпионата страны, во второй — остальные клубы Премьер-лиги.
Матчи 1/16 финала состоялись 9 апреля 2008 года.
| название                      | счёт | название                       |
| ----------------------------- | ---- | ------------------------------ |
| Каспий (Актау)                | 0:2  | Иртыш (Павлодар)               |
| Акжайык (Уральск)             | 3:2  | Окжетпес (Кокшетау)            |
| Казахмыс (Сатпаев)            | 0:3  | Тобол (Костанай)               |
| Актобе-Жас (Актобе)           | 1:2  | Энергетик-2 (Экибастуз)        |
| Астана (Астана)               | 1:0  | Булат-АМТ (Темиртау)           |
| Карасай Сарбаздары (Каскелен) | 0:1  | Есиль-Богатырь (Петропавловск) |
| Иле-Саулет (Отеген-Батыр)     | 1:4  | Восток (Усть-Каменогорск)      |
| Кайсар (Кызылорда)            | 2:0  | Асбест (Житикара)              |
| Шахтёр (Караганда)            | 11:0 | Горняк (Хромтау)               |
| Тараз (Тараз)                 | 1:2  | Кайрат (Алма-Ата)              |
| Авангард-СКО (Петропавловск)  | 1:3  | Жетысу (Талдыкорган)           |
| Спартак (Семей)               | 0:6  | Ордабасы (Шымкент)             |
| Аксу (Степногорск)            | 0:3  | Алма-Ата (Алма-Ата)            |
| Айжарык (Шымкент)             | 1:2  | Мегаспорт (Алма-Ата)           |

## 1/8 финала
Матчи 1/8 финала состоялись 23 апреля 2008 года.
| название                  | счёт                 | название                       |
| ------------------------- | -------------------- | ------------------------------ |
| Актобе (Актобе)           | 5:0                  | Атырау (Атырау)                |
| Иртыш (Павлодар)          | 3:1                  | Акжайык (Уральск)              |
| Тобол (Костанай)          | 4:0                  | Энергетик-2 (Экибастуз)        |
| Астана (Астана)           | 0:2                  | Есиль-Богатырь (Петропавловск) |
| Восток (Усть-Каменогорск) | 1:0                  | Кайсар (Кызылорда)             |
| Шахтёр (Караганда)        | 1:1 (д.в., пен. 3:5) | Кайрат (Алма-Ата)              |
| Жетысу (Талдыкорган)      | 2:1 (д.в.)           | Ордабасы (Шымкент)             |
| Алма-Ата (Алма-Ата)       | 4:1                  | Мегаспорт (Алма-Ата)           |

## 1/4 финала
Жеребьёвка 1/4 финала состоялась в офисе ФФК 24 апреля 2008 года.
Первые матчи 1/4 финала прошли 7 мая, а ответные — 14 мая 2008 года.
| название                       | счёт | название             | 1-й матч | 2-й матч |
| ------------------------------ | ---- | -------------------- | -------- | -------- |
| Кайрат (Алма-Ата)              | 0:3  | Актобе (Актобе)      | 0:1      | 0:2      |
| Восток (Усть-Каменогорск)      | 4:3  | Иртыш (Павлодар)     | 4:1      | 0:2      |
| Тобол (Костанай)               | 6:1  | Жетысу (Талдыкорган) | 4:1      | 2:0      |
| Есиль-Богатырь (Петропавловск) | 1:4  | Алма-Ата (Алма-Ата)  | 0:3      | 1:1      |

## 1/2 финала
Жеребьёвка 1/2 финала состоялась в офисе ФФК 7 июня 2008 года.
Первые матчи 1/4 финала прошли 28 октября, а ответные — 12 ноября 2008 года.
| название                  | счёт | название            | 1-й матч | 2-й матч |
| ------------------------- | ---- | ------------------- | -------- | -------- |
| Восток (Усть-Каменогорск) | 4:7  | Алма-Ата (Алма-Ата) | 2:2      | 2:5      |
| Тобол (Костанай)          | 1:2  | Актобе (Актобе)     | 1:1      | 0:1      |

## Финал
| 16 ноября 2008      | \| Алма-Ата (Алма-Ата) \| 1:3 \| Актобе (Актобе) \| \| Коструб 22′ \| Голы \| Струков 34′, 36′ · Головской 86′ \| | Центральный стадион Алма-Ата Зрителей: 7 000 Судья: Дузмамбетов (Усть-Каменогорск) |
| Алма-Ата (Алма-Ата) | 1:3 | Актобе (Актобе)                                                                    |
| Коструб 22′         | Голы | Струков 34′, 36′ · Головской 86′                                                   |

| Победитель Кубка Казахстана по футболу 2008 |
| ------------------------------------------- |
| Актобе (Актобе) Первый титул                |